# Bina
Die Bina ist ein 32 km langer Fluss in den niederbayerischen Landkreisen Landshut und Rottal-Inn, der in der Gemeinde Massing auf Wolfsegger Gemarkung beim kleinen Ortsteil Rottenwöhr von links und Nordwesten in die obere Rott mündet. Ihr rechter, etwas längerer Quellast mit größerem Einzugsgebiet heißt Binastorfer Mühlbach, ihr linker Gassauer Mühlbach. Vom unteren Lauf zweigt links der Mündungsarm Altbina ab.

## Name
Die Bina wurde im Jahr 790 erstmals als Boninaha schriftlich genannt. Der Name ist eine Zusammensetzung aus dem ahd. Personennamen Bono und der ahd. Endung -aha für 'Fließgewässer'. Mit der Zeit wurde der Name zu Bina vereinfacht.
Ihr linker Quellfluss wurde ursprünglich als Jazaha bezeichnet (vgl. Ersterwähnung des Ortes Gassau in den Jahren 840–46). Das Bestimmungswort wurde im Hochmittelalter an das Wort 'Gasse' angelehnt, die Bedeutung ist jedoch unklar. Vermutet wird ein Zusammenhang mit dem keltischen Wort *i̯ātu- für 'Furt'.

## Geographie

### Oberläufe
Die beiden Oberläufe der Bina entspringen in der Gemarkung Pauluszell der Gemeinde Wurmsham im Landkreis Landshut.
Der Hauptstrang-Oberlauf Binastorfer Mühlbach entsteht auf etwa 492 m ü. NHN auf halbem Wege zwischen den Ortsteilen Kamhub und Schlott von Wurmsham. Er fließt fast von Anfang an in nordöstlicher Richtung, tritt nach etwa einem Kilometer auf das Gebiet der Gemeinde Bodenkirchen über, von der er unter anderem den Hauptort durchquert. 6,8 km ab der Quelle nimmt er bei deren Ortsteil Bonbruck den anderen Quellbach Gassauer Mühlbach auf und wird damit zur Bina, zu deren Einzugsgebiet er 12,5 km² beiträgt.
Der Gassauer Mühlbach entsteht auf etwa 489 m ü. NHN nordwestlich von Eglsreit dicht an der Wurmshamer Gemeindegrenze zum Markt Velden, weniger als drei Kilometer nordwestlich der Hauptstrang-Quelle. Dieser Quellast fließt anfangs auch nordöstlich, wird nach weniger als einem Kilometer kurz zur Grenze zwischen Bodenkirchen und der Stadt Vilsbiburg, deren südlichen Gebietszipfel er bei Kirchstetten quert, kehrt sich danach auf Bodenkirchener Gemeindegrund bei Gassau nach rechts und erreicht anderthalb Kilometer weiter talabwärts Bonbruck und den Zusammenfluss zur Bina. Der Gassauer Mühlbach ist 5,7 km lang und entwässert 9,1 km².

### Verlauf
Die durch den Zusammenfluss auf etwa 465 m ü. NHN entstandene Bina passiert in zunächst fortgesetzter nordöstlichen Fließrichtung ihres Hauptoberlaufs nacheinander die großen Bodenkirchener Ortsteile Bonbruck, Hilling, Aich und Binabiburg. Hinter dem letzten Ort knickt sie nach Osten ab, wird links von der B 388 begleitet und fließt an kleineren Ortsteilen vorbei. Danach tritt sie auf das Gebiet von Markt Gangkofen im Landkreis Rottal-Inn über, wo anfangs ebenfalls nur kleinere Orte am Ufer liegen. Kurz vor dem Hauptort, wo die Bina beginnt, mehr und mehr südöstlich zu fließen, quert im Norden die Bahnstrecke aus Neumarkt-Sankt Veit an der Rott im Süden nach Marklkofen an der Vils das Tal.
Nachdem der kleine Fluss das Zentrum der Marktgemeinde und einige kleine Anliegerorte der Marktgemeinde hinter sich gelassen hat, wechselt er in südöstliche Richtung über auf die Gemarkung von Markt Massing. Dort liegen zunächst wiederum kleinere Orte am Lauf. Auf Höhe von Hochholding zweigt zuletzt nach links die Altbina ab. Die Bina mündet wenig unterhalb von Rottenwöhr auf etwa 418 m ü. NHN in die Rott, während die Altbina dieser nach 1,9 km ungefähr binaparallelem Lauf teils durch Altschlingen zwischen den Massinger Orten Rottenwöhr und Oberdietfurt erst knapp einen halben Kilometer unterhalb der Bina zufließt.
Die Bina holt in einem weiten Bogen nach Norden aus, fließt aber insgesamt nach Osten. Sie hat ab dem Ursprung des Binastorfer Mühlbachs eine Länge von 32,0 km, auf dem Namenslauf von Bonbruck an von 25,2 km und ein Sohlgefälle (mitsamt dem Hauptast Binastorfer Mühlbach) von etwa 2,3 ‰.

### Einzugsgebiet
Das Bina-Einzugsgebiet ist 144,6 km² groß und liegt, naturräumlich gesehen, im Unterraum Isar-Inn-Hügelland des Unterbayerischen Hügellandes.
Das Einzugsgebiet hat die Kontur einer nach Süden offenen Sichel von rund 30 km Bogenlänge und nicht ganz 7 km Breite. Die Bina fließt meist etwas näher an der südlichen Wasserscheide; von dort aus erreichen sie weniger und kürzere Zuflüsse als von der nördlichen. Die höchste Erhebung an der Westgrenze bei Wurmsham-Holmannsberg erreicht eine Höhe von etwa 520 m ü. NHN.
Das Einzugsgebiet grenzt im Nordwesten fast bis zuletzt an das des Vils-Hauptoberlaufes Große Vils, danach im Nordosten konkurriert vor allem der lange Vilszulauf Kollbach. An seiner Südseite verlaufen etliche Nebenbäche zum oberen Einzugsgebiet ihres Vorfluters Rott, der größte darunter ist der Neumarkter Tegernbach.
Die größten Orte an der Bina sind Bodenkirchen, Gangkofen und Massing.
Im Gangkofener Ortsteil Panzing bei Flusskilometer 7,35 (von der Mündung aufwärts gerechnet) steht ein Pegel (Nr. 11825003). Der mittlere Abfluss liegt dort bei etwa 0,7 m³/s, der flächenbezogene Abfluss bei nur 6,1 l/(s·km²) und damit noch unter dem ihrer größeren, ebenfalls erst im Voralpenland entstehenden unmittelbaren Nachbarflüsse wie auch unter dem ihres Vorfluters.

### Zuflüsse
Liste einer Auswahl direkter Zuflüsse von der Quelle zur Mündung. Teilweise mit Gewässerlänge, Einzugsgebiet und Höhe. Andere Quellen für die Angaben sind vermerkt.
Zusammenfluss der Bina auf etwa 465 m ü. NHN in Bodenkirchen-Bonbruck. Teilweise wird auch der rechte Hauptstrang-Oberlauf Binastorfer Mühlbach zur Bina gezählt.
- Binastorfer Mühlbach (oder Bina), rechter Hauptstrang-Oberlauf, 6,8 km und 12,5 km². Entspringt auf etwa 492 m ü. NHN bei Wurmsham-Schlott.
- Gassauer Mühlbach, linker Nebenstrang-Oberlauf, 5,7 km und 9,1 km² Entspringt auf etwa 489 m ü. NHN bei Wurmsham-Eglsham.
- Sippenbach, von links auf etwa 463 m ü. NHN am Ortseingang von Bodenkirchen-Hilling
- Neuhofer Graben, von links auf etwa 461 m ü. NHN gegen den Ortseingang von Hilling zu
- Hinteröder Bach, von links auf etwa 458 m ü. NHN unterhalb von Bodenkirchen-Aich, 2,7 km und 2,7 km²
- Blaßgraben, von rechts auf etwa 457 m ü. NHN nach Bodenkirchen-Niederaich
- Oberbach, von links auf etwa 457 m ü. NHN vor Bodenkirchen-Pfistersham
- Kreshamer Bach, von links auf etwa 455 m ü. NHN bei Bodenkirchen-Kresham
- Westerskirchener Graben, von links auf etwa 452 m ü. NHN nach Bodenkirchen-Litzelkirchen, 3,8 km und 2,9 km²
- Allersbach, von links auf etwa 452 m ü. NHN vor Bodenkirchen-Rothenwörth
- Tinsbach, von links auf etwa 451 m ü. NHN nach Bodenkirchen-Rothenwörth, 4,8 km und 7,2 km²
- Kresbach, von rechts auf etwa 449 m ü. NHN, 3,9 km und 5,8 km²
- Breitreiter Bach, von links auf etwa 449 m ü. NHN vor Gangkofen-Spielberg
- Kühbach, von links auf etwa 446 m ü. NHN in Gangkofen-Dirnaich, 5,4 km mit Oberlauf Holzlohgraben und 10,9 km²
- Schandlbach, von rechts auf 443 m ü. NHN gegenüber der Löchlmühl von Dirnaich, 3,4 km mit Oberlauf Angerbach und 5,1 km²
- Holzhäuselner Bach, von links auf etwa 441 m ü. NHN in Gangkofen-Unterschmiddorf, 6,2 km mit Namensabschnittsfolge Katzbacher Graben → Scheueringer Graben → Katzbach → Holzhäuselner Bach und 13,2 km²
- Walchbach, von rechts auf etwa 437 m ü. NHN in Gangkofen, 3,3 km und 4,8 km²
- Seemannshausener Graben auf etwa 437 m ü. NHN in Gangkofen, von links, 4,3 km und 3,0 km²
- Heiligenbrunner Graben, von links auf etwa 436 m ü. NHN in Gangkofen, 3,2 km und 1,6 km²
- Hermannsöder Graben, von links auf etwa 436 m ü. NHN nach Gangkofen, 4,8 km und 4,0 km²
- Wickeringer Bach, von links auf 431 m ü. NHN bei Wickering in den linken Flusszweig, 4,9 km mit dem Oberlauf Sesselbach und 9,3 km²
- Moroldinger Graben, von links auf etwa 431 m ü. NHN vor Massing-Morolding in den linken Flusszweig
- Adelbach, von links auf 427 m ü. NHN bei Massing-Geratsdorf, 3,7 km und 3,8 km²
- → (Abgang der Altbina), nach links auf etwa 418 m ü. NHN bei Massing-Hochholding

Mündung der Bina auf etwa 418 m ü. NHN bei Massing-Rottenwöhr von links in die Rott. Die Bina ist mit dem Binastorfer Mühlbach zusammen 32,0 km lang und hat ein 144,6 km² großes Einzugsgebiet.
Mündung der Altbina auf etwa 417 m ü. NHN vor Massing-Oberdietfurt von links in die Rott. Die Altbina ist 1,8 km lang und hat ein 2,0 km² großes Einzugsgebiet.